# قرار مجلس الأمن التابع للأمم المتحدة رقم 878
قرار مجلس الأمن التابع للأمم المتحدة رقم 878، المتخذ بالإجماع في 29 أكتوبر 1993، بعد إعادة التأكيد على القرارات 733 (1992)، 746 (1992)، 751 (1992)، 767 (1992)، 775 (1992)، 794 (1992)، 814 (1993)، 837 (1993) و865 (1993) بشأن الصومال، أعرب المجلس عن التزامه باستراتيجية منسقة مستقبلية لعملية الأمم المتحدة الثانية في الصومال ومدد ولايتها لفترة مؤقتة حتى 18 نوفمبر 1993.
طُلب من الأمين العام بطرس بطرس غالي تقديم تقرير عن التطورات الأخيرة في الصومال وعن التمديد الإضافي لولاية عملية الأمم المتحدة الثانية في الصومال قبل 18 تشرين الثاني / نوفمبر 1993.

## روابط خارجية
- نص القرار في undocs.org